# Biais d'appariement
Pour un article plus général, voir Biais cognitif.
 (août 2024).
Si vous disposez d'ouvrages ou d'articles de référence ou si vous connaissez des sites web de qualité traitant du thème abordé ici, merci de compléter l'article en donnant les références utiles à sa vérifiabilité et en les liant à la section « Notes et références ».
En sciences cognitives, le biais d'appariement est un biais cognitif de raisonnement qui consiste à se focaliser sur les items cités dans l'énoncé d'un problème.

## Description
Cette tendance systématique est très souvent utile, puisque la plupart du temps, ce qui est cité est aussi ce qui est pertinent. Cependant, dans certaines situations, les items cités amènent justement à faire une erreur de raisonnement. Cette situation-piège est clairement illustrée dans la Tâche de sélection de Wason, ainsi que dans la tâche d'Evans ce qui a appuyé l'idée d'un biais d'appariement perceptif.

## Actualisation
Depuis ces études princeps, et bien que les résultats obtenus à l'époque aient été largement répliqués, des analyses statistiques plus poussées ont remis en cause ce biais[réf. souhaitée] , ce qui a amené des chercheurs à expliquer les résultats obtenus à ces tâches en termes de compréhension de consigne plutôt qu'en termes de biais d'appariement.